# 协议 (面向对象编程)
在面向对象编程中，协议（英語：protocol）或接口（英語：interface）类型，是充作类的抽象的数据类型。它描述了一组方法签名，它们的实现可以由相互之间不必然关联的多个类来提供。实现了一个接口中列举出的方法的类，被称为实现了这个接口，或采纳了这个协议。
如果对象被完全封装，则接口是其它对象可以访问它的唯一方式。例如，在Java中，Comparable接口规定了其实现类必须实现的一个方法compareTo()。这意味着比如说排序方法，可以排序实现了Comparable接口的任何对象的搜集，除了两个这种对象可以通过compareTo()的方式进行比较之外，不需要知晓这个类的任何内情。

## 例子
一些编程语言对接口提供了显式的语言支持：Ada、C#、D, Dart、Delphi、Go、Java、Logtalk、Object Pascal、Objective-C、OCaml、PHP、Racket、Seed7、Swift、Python（版本3.8以上）。在支持多重继承的语言中，比如C++，接口可以实现为抽象基类。
下面是Java中接口的一个例子：
```
class
 
Animal
 
{
 
...
 
}

class
 
Theropod
 
extends
 
Animal
 
{
 
...
 
}

interface
 
Flyable
 
{

    
void
 
fly
();

}

interface
 
Vocal
 
{

    
void
 
vocalize
();

}

public
 
class
 
Bird
 
extends
 
Theropod
 
implements
 
Flyable
,
 
Vocal
 
{

    
// ...

    
public
 
void
 
fly
()
 
{
 
...
 
}

    
public
 
void
 
vocalize
()
 
{
 
...
 
}

}

```

在没有显式支持的语言中，接口经常以叫做鸭子类型的约定形式出现。例如，在Python中，实现了__iter__方法的任何类都可以用作搜集。
类型类，它出现在语言如Haskell之中，或ML和OCaml的模块签名之中，有着类似于接口的用途。
在Rust中，接口被称为特质（英語：trait）。

## 引用
1. 1 2  . learn.microsoft.com.   [16 November 2022] （美国英语）.
2. ↑  Miller, BJ. . Indianapolis, Indiana. 2015: 263. ISBN 978-0-672-33724-6. Any type can adopt a protocol to help give it extra functionality to accomplish a particular set of tasks.
3. ↑  . January 2024.